# 이무라 마사요
이무라 마사요(일본어: 井村 雅代, いむらまさよ, 1950년 8월 16일~)는 일본의 싱크로나이즈드 스위밍 선수, 지도자이다.

## 경력
1950년 오사카부에서 태어났으며 원래 성은 후쿠이(일본어: 福井, ふくい)이다. 1963년 싱크로나이즈 스위밍 선수 생활을 시작했으며 1968년부터 1973년까지 일본 선수권 대회에서 우승을 차지했다. 1972년에는 국가대표로 발탁되어 1972년 하계 올림픽에 시범 종목으로 채택된 싱크로나이즈드 스위밍 종목에 출전했다. 
1973년에 현역에서 은퇴했으며, 이듬해인 1974년에 지도자 생활을 시작했다. 이후 1978년부터 2004년까지 일본 국가대표팀 감독을 맡았다. 일본 대표팀 감독으로 활동하면서 1984년부터 2004년까지 올림픽 6회 연속으로 국가대표팀 감독으로 참여했으며 이무라의 지도로 일본 대표팀은 2000년과 2004년 하계 올림픽에서 은메달을 획득했다. 이로 인해 일본 국내에서 "싱크로나이즈의 대모"로 칭송받았다.
2007년 중국 대표팀 감독이 되었으며 2008년 하계 올림픽 이후 감독직을 사임하고 일본으로 돌아와 마쓰바라시 교육위원으로 일했다. 이후 2010년에 다시 싱크로나이즈 지도자로 돌아와 다시 2012년까지 중국 대표팀 감독을 맡았다. 2013년에는 영국 대표팀 감독을 맡았고 2014년부터 10년 만에 일본 대표팀 감독으로 부임하여 현재까지 재임 중이다.

## 저서
- 《教える力―私はなぜ中国チームのコーチになったのか》 (일본어). 신초샤. 2003. ISBN 4103339314.
- 《あなたが変わるまで、わたしはあきらめない―努力する心の育て方》 (일본어). 고분샤. 2012. ISBN 4334786057.
- 《愛があるなら叱りなさい》 (일본어). 겐토샤. 2001. ISBN 4344000986.

### 공저
- 井村雅代; 五明みさ子; 宇津木妙子 (2001). 《女は女が強くする》 (일본어). 소시샤. ISBN 479421068X.